# Élection du maire des Midlands-de-l'Est de 2024
L’élection du maire des Midlands-de-l’Est de 2024 est un scrutin local devant se tenir le 2 mai 2024 à l’échelle de l’autorité de comté combinée des Midlands-de-l’Est, en Angleterre.
Première élection de cette nature dans les Midlands-de-l’Est, il vise à désigner le premier maire de l’autorité de comté combinée, type d’institution de gouvernement local créée quelques semaines plus tôt.

## Système électoral
L’élection se tient au scrutin uninominal majoritaire à un tour. Chaque électeur vote pour un seul candidat et celui emportant le plus grand nombre de voix est déclaré élu.

## Sélection des candidats
Certaines formations politiques sélectionnent des candidats pour l’élection selon des modalités propres à chacune d’entre elles.

### Démocrates libéraux
Le parti démocrate libéral doit nommer un candidat.

### Indépendants d’Ashfield
Matt Relf, conseiller indépendant au district d’Ashfield, annonce sa candidature le 24 juillet 2023. Il est rattaché au conseil de district parmi les Indépendants d’Ashfield.

### Parti conservateur
Plusieurs prétendants à la sélection du Parti conservateur s’opposent entre juillet et septembre 2023 : Barry Lewis, le chef du conseil du Derbyshire, ainsi que Ben Bradley, chef du conseil du Nottinghamshire et membre du Parlement pour Mansfield depuis 2017. Ce dernier est choisi par les membres régionaux du parti pour l’élection du maire,,.

### Parti travailliste
Le Parti travailliste organise le processus de sélection d’un candidat en mai 2023. Cinq candidatures sont retenues le mois suivant : celle de Suqie Banwait ; celle de John Hess, ancien éditeur politique à la BBC East Midlands ; celle de Paddy Tipping, membre du Parlement pour Sherwood de 1992 à 2000 et commissaire de police et de crime du Nottinghamshire entre 2012 et 2021 ; celle de Claire Ward, ancienne membre du Parlement pour Watford de 1997 à 2010 ; celle d’Adele Williams, membre du conseil de cité de Nottingham depuis 2017,,.
Une élection entre 3 des 5 candidats retenus par les instances du parti se tient en ligne jusqu’au 3 août 2023. À l’issue de celle-ci, Claire Ward est désignée candidate officielle après avoir reçu plus de 50 % des suffrages des membres du parti.

### Parti vert
Le parti vert, opposé à la création de cette nouvelle fonction, indique initialement ne pas vouloir présenter de candidat. Toutefois, un processus de sélection est lancé en janvier 2024. Frank Adlington-Stringer, conseiller dans le North East Derbyshire est désigné le 10 février 2024,.

### Réformer le Royaume-Uni
Hostile à la création de l’autorité de comté combinée, Alan Graves, maire du conseil de cité de Derby pour l’année municipale 2023-2024 et membre de cette autorité depuis 2002, est désigné candidat de Réformer le Royaume-Uni.

## Résultats
| Candidat            | Candidat                 | Parti                                     | Vote      | Vote   | Vote | Vote  |  |
| Candidat            | Candidat                 | Parti                                     | Voix      | %      | ±    | Issue |  |
| ------------------- | ------------------------ | ----------------------------------------- | --------- | ------ | ---- | ----- |  |
|                     | Claire Ward              | Parti travailliste et coopératif          | 181 040   | 40,23  | ND   | Élue  |  |
|                     | Ben Bradley              | Parti conservateur                        | 129 332   | 28,77  | ND   |       |  |
|                     | Frank Adlington-Stringer | Parti vert d’Angleterre et pays de Galles | 50 666    | 11,27  | ND   |       |  |
|                     | Alan Graves              | Réformer le Royaume-Uni                   | 49 201    | 10,94  | ND   |       |  |
|                     | Matt Relf                | Indépendants d’Ashfield                   | 23 359    | 5,20   | ND   |       |  |
|                     | Helen Tamblyn-Saville    | Démocrates libéraux                       | 15 970    | 3,55   | ND   |       |  |
|                     |                          |                                           |           |        |      |       |  |
| Majorité            | Majorité                 | Majorité                                  | 51 708    | 11,50  | ND   |       |  |
| Transfert électoral | Transfert électoral      | Transfert électoral                       |           |        | ND   |       |  |
|                     |                          |                                           |           |        |      |       |  |
| Corps électoral     | Corps électoral          | Corps électoral                           | 1 636 112 | 100,00 |      |       |  |
| Abstention          | Abstention               | Abstention                                | 1 183 686 | 72,35  |      |       |  |
| Blancs et nuls      | Blancs et nuls           | Blancs et nuls                            | 2 858     | 0,64   |      |       |  |
| Exprimés            | Exprimés                 | Exprimés                                  | 449 568   | 27,48  | ND   |       |  |

### Sources
- (en) Cet article est partiellement ou en totalité issu de l’article de Wikipédia en anglais intitulé « 2024 East Midlands mayoral election » (voir la liste des auteurs).

1. ↑  Election Results 2024.